# Joy Harjo
Joy Harjo (* Joy Foster 9. května 1951, Tulsa, Oklahoma) je básnířka, hudebnice a spisovatelka. Stala se prvním indiánem, který se kdy stal United States Poet Laureate. Narodila se v Oklahomě a když byla přijata do kmenu Muscogee, přisvojila si příjmení svojí babičky. Harjo je důležitou osobností druhé vlny Native American Renaissance probíhající koncem dvacátého století. Studovala na Institute of American Indian Arts, v roce 1976 zakončila vysokoškolská studia na University of New Mexico a dále studovala tvůrčí psaní na University of Iowa.
Mimo psaní knih a dalších publikací Harjo vyučovala na mnoha amerických univerzitách, vystupovala na čteních poezie a hudebních akcích a vydala pět alb se svojí originální hudební tvorbou.

### Poezie
- I Give You Back
- When the World As We Knew It Ended
- The Last Song |publisher (1975)
- What Moon Drove Me to This? (1979)
- Remember (1981)
- She Had Some Horses (1983)
- New Orleans (1983)
- The Woman Hanging from the Thirteenth Floor Window (1983)
- Secrets from the Center of the World (1989)
- In Mad Love and War (1990)
- Fishing (1992)
- The Woman Who Fell From the Sky (1994)
- A Map to the Next World (2000)
- How We Became Human New and Selected Poems: 1975–2001 (2004)
- Conflict Resolution for Holy Beings: Poems (2015)
- An American Sunrise: Poems (2019)

### Editorská práce
- Reinventing the Enemy's Language: Contemporary Native Women's Writings of North America (1998)

### Antologie
- Ghost Fishing: An Eco-Justice Poetry Anthology (2018)

### Non-fiction
- Soul Talk, Song Language: Conversations with Joy Harjo (2011)
- Crazy Brave: A Memoir (2012)